# Франческа Палумбо
Франческа Палумбо (10 лютого 1992 , Потенца ) — італійська фехтувальниця на рапірах, срібна призерка Олімпійських ігор 2024 року, чемпіонка світу та Європи.

## Виступи на Олімпіадах
| Олімпіада  | Дисципліна      | Місце |
| ---------- | --------------- | ----- |
| Париж 2024 | командна рапіра | 2     |